# Мирзаев, Бахрам
Бахрам Мирзаев (азерб. Bəhram Mirzəyev; 16 апреля 1881, Шуша, Кавказское наместничество — 1974, Баку) — профессор (1960), педагог, заслуженный деятель науки.

## Биография
Родился в семье Рустам-бека Мирзаева 16 апреля 1891 года в городе Шуша. Был четвертым сыном в семье. 
Обучался в средней образовательной школе в Шуше, которую не смог закончить из-за конфликта между армянами и азербайджанцами с 1905 по 1906 года. Поскольку школа находилась в армянской части города, азербайджанские семьи были вынуждены забирать оттуда своих детей. В дальнейшем Бахрам перевёлся в Бакинскую школу, чтобы продолжить свое образование.
По воспоминаниям современников, преуспевал во всех дисциплинах, его имя занесено в список отличников. Наконец, в 1909 году он окончил Бакинское училище и готовился к получению высшего образования.
В 1911 году отправился в Российскую Империю. Успешно сдав экзамены, поступил на физико-математический факультет Петербургского университета. Несмотря на то, что его родители были богаты, вовремя присылали деньги, он не хотел причинять им материального ущерба, подрабатывая приемщиком угля в городской управе, бухгалтером в крестьянском банке или учителем в знаменитой женской гимназии Федоры. Закончив высшее образование в 1916 году, Бахрам остался в гимназии и начал заниматься педагогической деятельностью.
В связи с Октябрьской революцией оставил университет и отправился в Донецк, где, по воспоминаниям украинских коллег, поражал своим знанием, за что получил должность организатора-директора школьного комбината по контролю за заводами в городе Дружовский Донецкой области.
В 1919 году был призван в армию, начал службу в составе частей 13-й Красной армии. После окончания Гражданской войны вернулся на прежнее место работы.
Весной 1922 года был направлен в школу № 2 Бакинского отдела народного образования. Обучал учеников секретам физико-математических наук, одновременно преподавал на рабочих факультетах и в техникумах. Затем был направлен в Азербайджанский государственный университет. Тем временем Рагим бей был отправлен в университет. С 1923 года занялся организацией и совершенствованием преподавания физических и математических наук в Азербайджанском высшем педагогическом институте.
На кафедре физики Азербайджанского государственного университета организовывал студенческие лаборатории, где впервые начал читать лекции по оптике на азербайджанском языке. Именно в результате этих лекций он подготовил учебное пособие на азербайджанском языке по практическим занятиям на родном языке, которое было опубликовано в 1930 году, и за эту работу ему была присвоена должность доцента. В том же году он был направлен в Азербайджанский государственный медицинский институт. Здесь он организовал многолабораторную кафедру физики. Одновременно с этим писал учебники по молекулярной физике для азербайджанского политехнического института. 
В 1935 году вновь вернулся в Азербайджанский государственный университет, где с 1936 по 1938 год делал работу по организации здесь новых лабораторий, создав специальные лаборатории, демонстрационный музей, кабинет физики. Его научные статьи об этом публиковались на страницах прессы и в научных журналах, результаты его экспериментальных работ в научной литературе и опубликовано три учебных пособия по теории физики. В том же году за достижения в области науки ему была присуждена ученая степень кандидата физических наук. А в 1941 году был выдвинут на должность заведующего кафедрой экспериментальной физики.
В период с 1942 по 1946 года объем его исследований и разработок еще больше расширился. Под его руководством пятнадцать членов кафедры защитили кандидатские диссертации. В результате усилий и помощи заботливого ученого, в целях подготовки высококвалифицированных кадров, несколько аспирантов были направлены на учебу в Москву, Ленинград, Киев и другие крупные научные центры СССР.
В пятидесятые годы расширил на кафедре экспериментальной физики были расширены научно-исследовательские работы по физике полупроводников, а в 1960 году им была организована кафедра физики полупроводников, где был избран на должность заведующего. С этого же времени на физическом факультете университета начала работать научно-исследовательская лаборатория проблем физики полупроводников под руководством трудолюбивого ученого. 
В 1969 году Бахраму Мирзаеву было присвоено звание профессора.
Скончался в 1974 году в Баку.